# Fjodor Fjodorowitsch Radezki

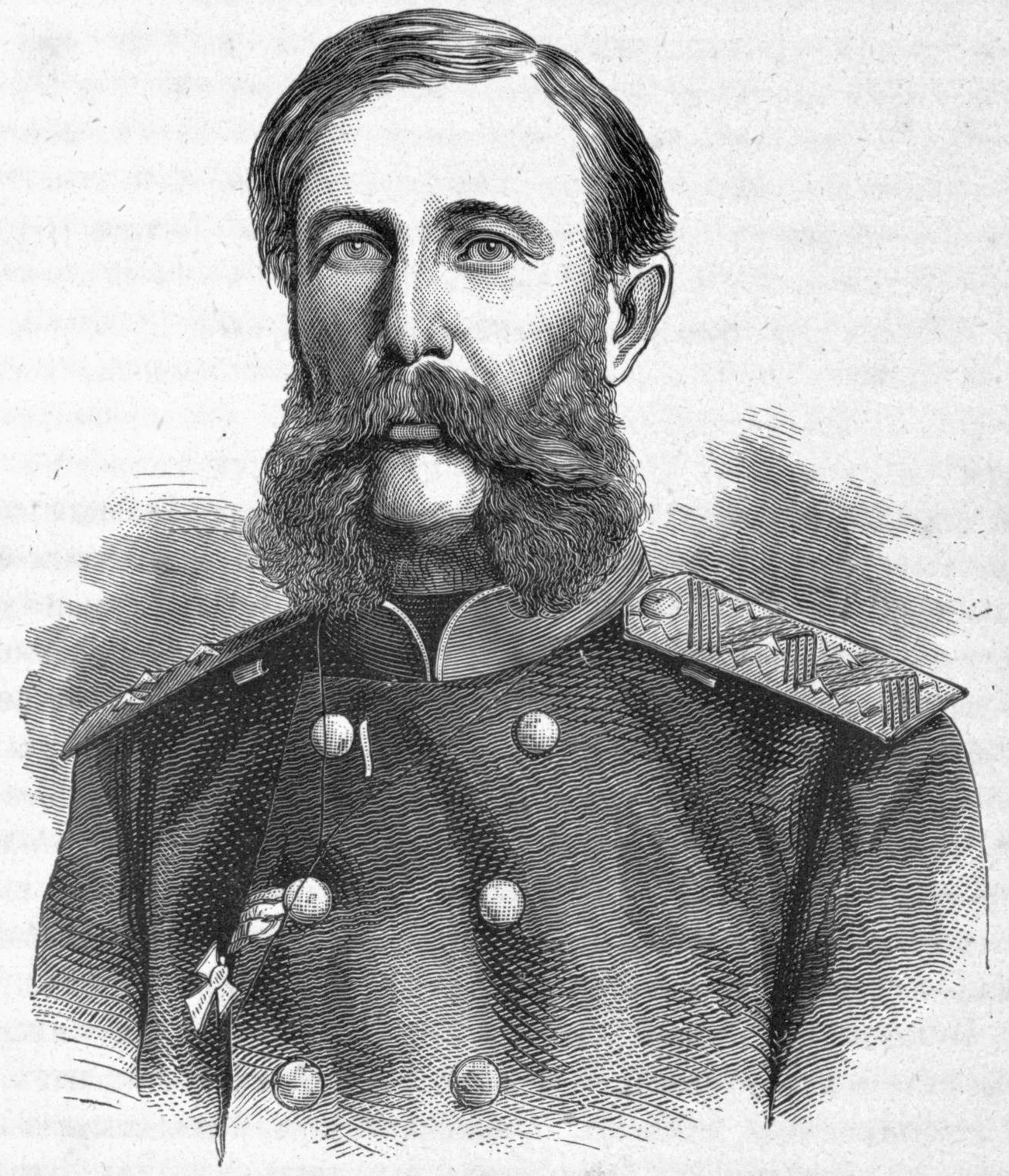
Fjodor F. Radezki, 1878

Fjodor Fjodorowitsch Radezki (russisch Фёдор Фёдорович Радецкий, wiss. Transliteration Fëdor Fëdorovič Radeckij; * 28. Juli 1820 zu Kasan; † 14. Januar 1890 in Odessa) war ein General der russischen Armee.

## Leben und Wirken
Er stammt aus einer kleinadligen Familie, wurde 1839 Genieoffizier, diente lange Zeit im Kaukasus, wurde 1849 in Ungarn Generalstabsmajor des Generals Friedrich Alexander von Rüdiger (1783–1856), 1853 Oberst bei der Armee im Kaukasus, 1860 Generalstabschef des Kosakenheers vom Terek und Generalmajor, 1868 Generalleutnant, 1876 Kommandeur des 8. Korps.
Im Russisch-Türkischen Krieg (1877–1878) überschritt er mit seinen Truppen im Juni 1877 bei Simnitza die Donau und verteidigte von August bis September erfolgreich die Stellung im Schipkapass. Ende 1877 erhielt er den Befehl über die Zentrumsarmee, nahm am 9. Januar 1878 die ganze türkische Schipkaarmee gefangen und rückte am 22. Januar in Adrianopel ein. Am 19. September 1878 wurde er zum Kommandeur des 5. Armeekorps in Polen, 1881 des Grenadierkorps in Moskau und 1882 zum Generalgouverneur in Charkow ernannt.